# Kamienica Wilhelma Rakmana w Warszawie
Kamienica Wilhelma Rakmana – zabytkowa kamienica znajdująca się w warszawskiej dzielnicy Śródmieście, w Alejach Jerozolimskich 47 róg ul. Poznańskiej.

## Opis
Secesyjna pięciopiętrowa kamienica została wybudowana w latach 1905−1906 według projektu Ludwika Panczakiewicza. Jej charakterystycznym elementem jest duża kopuła nad narożnikiem, z latarnią i nerkowatymi oknami w tamburze. Przed 1939 rokiem ze szczytu budynku została usunięta metalowa barierka oraz fragmenty murowane.
Kamienica jest jednym z najlepiej zachowanych w Warszawie budynków z jednolitą secesyjną ornamentyką. W 1965 roku została wpisana do rejestru zabytków.